# Grafton Tanner
Grafton Tanner és un assagista i acadèmic estatunidenc. El seu treball se centra en els Gegants Tecnològics, la cultura pop, la retòrica de la nostàlgia, el mites del neoliberalisme i l'educació.

## Obra publicada
- Persemprisme.  Manresa: Tigre de Paper, 2024, p. 128. ISBN 978-84-18705-82-3.[7]
- Les hores han perdut el rellotge. Les polítiques de la nostàlgia. Traducció: Oriol Rosell.  Manresa: Tigre de Paper, 2023. ISBN 978-84-18705-48-9.[8]
- The Circle of the Snake: Nostalgia and Utopia in the Age of Big Tech (Zer0 Books, 2020)[9][10]
- Babbling Corpse: Vaporwave and the Commodification of Ghosts (Zer0 Books, 2016)[11][12][13]